# Pseudotaxiphyllum richardsii
Pseudotaxiphyllum richardsii là một loài Rêu trong họ Plagiotheciaceae. Loài này được (E.B. Bartram) Ireland miêu tả khoa học đầu tiên năm 1991.